# Medalla del 50è Aniversari de les Forces Armades Soviètiques
La Medalla del 50è Aniversari de les Forces Armades Soviètiques (rus:Медаль «50 лет Вооружённых Сил СССР») és una condecoració soviètica, creada per Leonid Bréjnev i instituïda mitjançant el Decret de la Presidència del Soviet Suprem de l'URSS del 26 de desembre de 1967, en la commemoració del 50è aniversari de les Forces Armades de l'URSS. La regulació, disseny i descripció de la medalla van ser publicades a la Gaseta del Soviet Suprem de l'URSS nº.47 de 1967.
Va ser atorgada a:
- Mariscals, generals, almiralls, oficials, sots-oficials, soldats i tropa reenganxada que el 23 de febrer de 1968 figurin als quadres de l'Exèrcit Soviètic, la Flota de Guerra, l'Exèrcit del Ministeri de l'Interior i l'Exèrcit del Comitè de Seguretat de l'Estat (KGB).
- Estudiants de les escoles militars de l'Exèrcit Soviètic, la Flota de Guerra, l'Exèrcit del Ministeri de l'Interior i l'Exèrcit del Comitè de Seguretat de l'Estat (KGB).
- Veterans de l'Exèrcit amb 20 anys de servei
- Als Herois de la Unió Soviètica i als que tinguessin l'Orde de Glòria
- Als Partisans de la Guerra Civil o de la Guerra Patriòtica
- Als posseïdors de les medalles al Valor, d'Uixakov, pel Servei de Combat, de Nàkhimov, dels Treballadors Distingits, de la Distinció Laboral, pel Servei Distingit en la Vigilància Fronterera (decisió del 22 de febrer de 1968).

Penja a l'esquerra del pit, i se situa després de la medalla commemorativa del 40è Aniversari de les Forces Armades de l'URSS.
L'autor de la medalla és el pintor A. Bosisovic.
Tot i que els estatuts preveien només la concessió d'una medalla, existeixen casos de gent a la que se li va atorgar en dues ocasions.
Va ser atorgada a unes 9.527.000 persones, aproximadament.

## Disseny
Una medalla de llautó daurat, de 37mm de diàmetre. A l'anvers apareix una estrella de 5 puntes en esmalt vermell. Sota l'estrella hi ha eixos de raigs que surten. Al centre de l'estrella hi ha un medalló de 19mm de diàmetre, sobre el qual hi ha la imatge de dos soldats soviètics, un amb casc i l'altre amb gorra, i les dates commemoratives "1918" i "1968". Al voltant de la medalla hi ha una corona, la meitat esquerra de branques de llorer, la meitat dreta de roure.
Al revers hi ha una estrella de 5 puntes, amb els braços convexes, amb un martell i una arada a l'interior. A sota hi ha la inscripció "ПЯТЬДЕСЯТ ЛЕТ ВООРУЖЕННЫХ СИЛ СССР" (50 anys de les Forces Armades de l'URSS).
Penja d'un galó pentagonal. De 24mm blau cel. Al centre hi ha una franja blanca de 2mm, amb una franja vermella de 2mm als costats, i una blanca de 0,5mm als costats de la vermella.